# Mondino de' Liuzzi

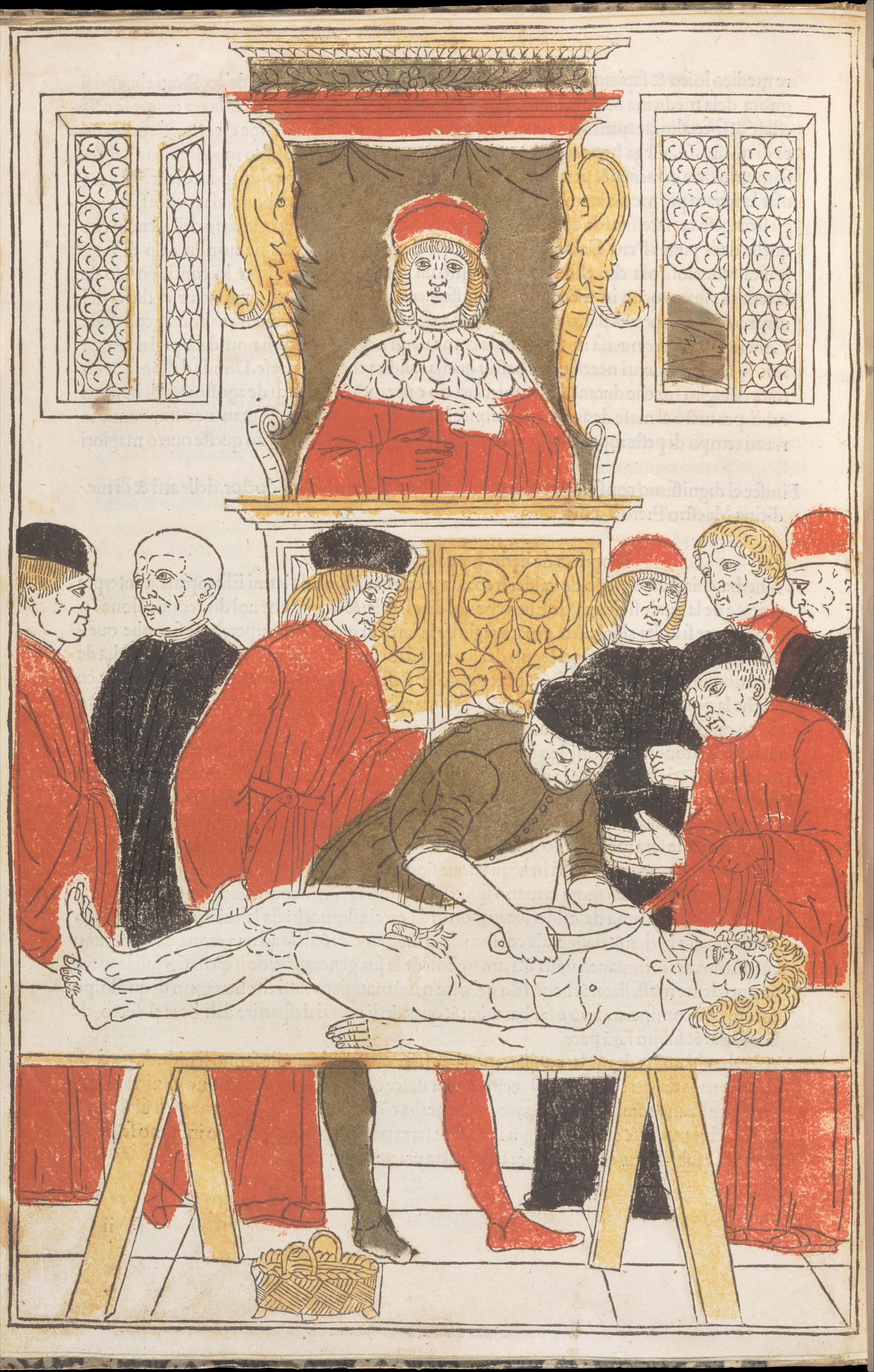
Een vroegmoderne dissectie zoals geïntroduceerd door Mondino de' Liuzzi, weergegeven bij zijn Anatomia in de Fasciculo di medicina (Venetië, 1494). De lector leest voor ex cathedra, terwijl de ostensor (met stok) de sector wijst waar te snijden.

Mondino de' Liuzzi, gelatiniseerd Mundinus de Liuciis (Bologna, ca. 1275 – aldaar, 1326) was een Italiaans arts, anatoom en hoogleraar. Hij deed de publieke dissectie ingang vinden en schreef het handboek Anothomia, dat meer dan twee eeuwen lang standaard bleef.

## Leven
Mondino stamde uit een Florentijns patriciërsgeslacht dat twee generaties vóór hem naar Bologna was uitgeweken. Ze waren er lid van de Toscaanse wapengilde Società dei Toschi en sympathiseerden met de ghibelijnen. Mondino's vader en grootvader waren apothekers, maar zelf trad hij in de voetsporen van zijn oom, de arts en hoogleraar Liuzzo de' Liuzzi, die hem ook opleidde. Tijdens zijn studies geneeskunde aan de Universiteit van Bologna had hij allicht ook Taddeo Alderotti als leermeester. Het is niet duidelijk wanneer Mondino afstudeerde en evenmin wanneer hij zijn professoraat opnam. In een beschuldiging die hij aflegde van een moordpoging in 1294 werd hij nog geen magister genoemd, dat is pas in 1305 voor het eerst gedocumenteerd. Tot zijn dood was hij hoogleraar aan de medische faculteit. Ook doceerde hij logica aan de universiteit. Daarnaast had hij een artsenpraktijk en voerde hij diplomatieke missies uit voor Bologna.
De vernieuwing van Mondino was dat hij opnieuw mensen begon te dissecteren, een praktijk die sinds de oudheid niet meer was beoefend, hoewel er geen kerkelijk verbod op stond. Mondino ging dus over op mensen – veelal personen die geëxecuteerd waren of overleden in een armenhuis – en vooral, hij voerde deze dissecties publiek uit en integreerde ze systematisch in zijn onderwijs. Ondanks het empirische vertrekpunt stond hij nog volop in de scholastiek en bleven de klassieke teksten primeren. Hij bracht nauwelijks correcties aan op de Griekse en Arabische autoriteiten. Daar staat tegenover dat de nadruk op observatie vooral naar voren zal zijn gekomen in de lessen zelf en dat deze sensorische ervaring slechts pover gereflecteerd wordt in de teksten waarop historici moeten afgaan.
In 1316 bracht Mondino het leerboek Anothomia uit, dat onmiddellijk een grote verspreiding kende in manuscriptvorm. Het was georganiseerd op de volgorde waarin de verschillende lichaamsdelen werden gedissecteerd (van buikholte tot ledematen) en het bood geen ruimte meer aan astrologie. Zoals de twaalfde-eeuwse School van Salerno baseerde hij zich ook op de dissectie van varkens. In het hoofdstuk over de baarmoeder gaf de auteur te kennen dat hij begin 1315 twee vrouwen had ontleed, van wie één zwanger. In de dissectielessen doceerde hij daarentegen ex cathedra: het scalpel werd gehanteerd door een chirurgijn, terwijl een ostensor de lichaamsdelen aanwees. De Anothomia bevatte ook beschrijvingen van operaties aan hernia en cataract. 
Onder zijn andere geschriften waren de Commenti op Hippokrates, Galenos en Avicenna, de Consilia over enkele specifieke ziekten en remedies, en de Quaestiones.
Mondino stierf in het voorjaar van 1326, tussen 17 februari (toen hij zwaar ziek zijn testament opmaakte) en 15 mei (datum van de inventaris van zijn nalatenschap). Hij werd begraven bij zijn geliefde oom Liuzzo in de kerk van Santi Vitale e Agricola in Arena. Zijn werk werd voortgezet door leerlingen als Guido da Vigevano en Niccolò Bertuccio, die zelf de Franse anatoom Guy de Chauliac opleidde. Zijn handboek werd postuum in druk gebracht en bleef een standaardtekst. Vanaf de editio princeps in 1478 tot het verzamelwerk Fasciculus medicinae van 1668 verschenen een veertigtal uitgaven en vertalingen. Jacopo Berengario da Carpi schreef in 1521 een commentaar op Mondino's handboek. Zelfs in de tijd van Andreas Vesalius was het nog maatgevend, maar daarna werd het gestaag voorbijgestreefd. 

## Uitgaven en vertalingen
Er bestaat geen kritische editie van de Anathomia. Moderne uitgaven zijn:
- M. de' Liuzzi, Anothomia, eds. Piero P. Giorgi en Gian Franco Pasini, 1992 (Latijnse tekst gebaseerd op één enkel laat manuscript)
- Charles Singer, The Fasciculo di Medicina, Venice, 1493, vol. I, 1925 (Engelse vertaling van een druk uit 1482, met inleiding en annotaties)

## Voetnoten
1. ↑  Andrea Carlino, Books of the Body. Anatomical Ritual and Renaissance Learning, 1999, p. 9-20. Gearchiveerd op 25 juni 2025.
2. ↑  Zijn voornaam werd ook gegeven als Mundinus, Raymundinus, zijn familienaam als de Leuciis, de Luciis
3. ↑  Zijn geboorte wordt soms rond 1270 gesitueerd omdat hij in 1290 magister zou zijn geweest, maar dat laatste moet minstens vier of vijf jaar later worden geplaatst.
4. ↑  Kira Robison, "Audiences of Instruction: Teaching Anatomy through Books and Lecture" in: Healers in the Making. Students, Physicians, and Medical Education in Medieval Bologna (1250-1550), 2020, p. 115-116. DOI:10.1163/9789004444119_006
5. ↑  Mondino De’ Liuzzi, Università di Bologna (bezocht 26 mei 2023). Gearchiveerd op 25 juni 2025.
6. ↑  Het verhaal dat hij zich liet assisteren door Alessandra Giliani en haar echtgenoot Ottone Seniore Ageni da Lustrola is een 18e-eeuwse fabricatie van Alessandro Macchiavelli.
7. ↑  Kira Robison, "Hierarchies of Instruction: Traditions of Good Doctoring in Medieval Medical Education" in: Healers in the Making. Students, Physicians, and Medical Education in Medieval Bologna (1250-1550), 2020, p. 31. DOI:10.1163/9789004444119_003
8. ↑  Commentaria cum amplisissimis Additionibus super anatomia Mundini

- Biblioteca Nacional de España: XX1190133
- Bibliothèque nationale de France: cb13091574m (data)
- Catàleg d'autoritats de noms i títols de Catalunya: 981058606574906706
- Gemeinsame Normdatei: 100954170
- International Standard Name Identifier: 0000 0000 7970 430X
- Library of Congress Control Number: n88091089
- Nationale Bibliotheek van Tsjechië: ola2008459972
- Nationale Bibliotheek van Israël: 987007276803605171
- Nederlandse Thesaurus van Auteursnamen: 120947838
- Istituto Centrale per il Catalogo Unico: VEAV027848
- LIBRIS: 353816
- SNAC: w6qr6gwn
- Système universitaire de documentation: 027034151
- Virtual International Authority File: 10203574
- WorldCat: E39PBJqvWDtMWTcwH99mjx3qQq